# Bo Jondal
Bo Eskil Jondal, född 8 april 1900 i Sköns församling i  Västernorrlands län, död 2 juli 1997 i Stocksund i Danderyds församling i Stockholms län, var en svensk väg- och vattenbyggnadsingenjör och företagsledare. Han är morfar till Tomas J. Philipson.
Jondal, som var son till direktör Gustaf Johanson och Lydia Engwall utexaminerades från Kungliga Tekniska högskolan 1924. Han anställdes hos Kreuger & Tolls Byggnads AB 1924, var mätningsingenjör vid Hammarforsens kraftverksbyggnad 1926–1928, var posthavande ingenjör vid Avesta Storfors kraftverksbyggnad 1929–1932, ingenjör på Stockholms stads gatukontor 1932, posthavande ingenjör för Södertunneln 1932–1933, arbetschef för reningsanläggningar och Västerbrons tillfarter 1933–1936, distriktsarbetschef 1936–1939, arbetschef för nybyggnader 1939, chef för tunnelbanebygget 1945–1951, överingenjör vid byggnadsavdelningen 1951–1953 och verkställande direktör för AB Skånska Cementgjuteriet 1953–1965. 
Jondal var ordförande i Svenska Teknologföreningen 1955–1957 och vice ordförande i Svenska byggnadsentreprenörföreningen 1956–1965, styrelseledamot i Svenska Byggnadsindustriförbundet 1953–1967, i Cement och betonginstitutet 1960–1965, i Kungliga Ingenjörsvetenskapsakademiens transportforskningskommitté från 1960, ledamot av direktionen för Statens Väginstitut 1962–1971, Svenska Byggnadsindustriförbundets arbetsstudienämnd 1960–1967, fullmäktig i Sveriges industriförbund 1953–1965 och Stockholms handelskammare 1956–1970. Han är begravd på Djursholms begravningsplats.